# Aggelos Mpasinas
Aggelos Mpasinas (in greco: Άγγελος Μπασινάς, a volte traslitterato come Angelos Basinas; Calcide, 3 gennaio 1976) è un ex calciatore greco, di ruolo centrocampista, campione d'Europa con la nazionale greca nel 2004.
Bandiera del Panathinaikos, con il quale ha vinto due campionati e una coppa di Grecia, ha partecipato a due Europei (2004 e 2008) e una Confederations Cup (2005).

## Carriera

### Club

#### Panathinaikos
Cresciuto nel Panathīnaïkos, è diventato poi una colonna della squadra di Atene, vincendo titoli nazionali e una Coppa di Grecia dal 1995 al 2006. Aggelos Mpasinas ha segnato anche molti gol importanti diventando il rigorista della squadra ateniese, come quello contro la Juventus in Champions League, quando Il Panathīnaïkos si è imposto per 3-1 con i gol di Paulo Sousa, Basinas e Warzycha eliminando la Juventus dalle coppe nella stagione 2000/2001. Nella stagione 2001/2002 contribuisce al passaggio del secondo turno del gruppo C di Champions League. Nella stagione 2002/2003 riesce a conquistare i quarti di finale dell'Europa League contro il Porto di Mourinho.
Nella stagione 2003/2004 insieme ai futuri compagni di nazionale di Euro 2004 Dīmītrios Papadopoulos, Giannīs Gkoumas, Geōrgios Seïtaridīs, Antōnīs Nikopolidīs e Konstantinos Chalkias vince il Campionato Greco e la Coppa di Grecia interrompendo il dominio dell'Olympiakos di Fanīs Katergiannakīs, Stylianos Venetidīs, Giōrgos Geōrgiadīs e Pantelīs Kafes che diventeranno Campioni d'Europa insieme a Basinas l'estate successiva con la Nazionale ellenica.

#### Maiorca
Nell'estate 2006 è passato al Maiorca, nella prima divisione spagnola dove è diventato il pilastro del centrocampo della squadra spagnola, contribuendo prima alla salvezza e poi a un buon piazzamento a metà classifica della Liga spagnola.

#### AEK Atene
Dopo due stagioni in Spagna Basinas è rimasto svincolato e ha deciso di tornare in patria, firmando un contratto quadriennale con l'AEK Atene, dove ritrova Sotirios Kyrgiakos, suo compagno di squadra dai tempi del Panathīnaïkos come presidente Demis Nikolaidis ex compagno di Nazionale. Basinas anche se a febbraio 2009 passa al Portsmouth contribuisce alla qualificazione dell'AEK alla finale della Coppa di Grecia contro l'Olympiakos dell'ex-compagno di Euro 2004 Antōnīs Nikopolidīs.

#### Portsmouth
Il 2 febbraio 2009 è passato al Portsmouth con un contratto di 18 mesi fino al giugno 2010. Ha fatto il suo debutto il 7 febbraio 2009 in casa contro il Liverpool, ma il Portsmouth in seguito ha sostituito il tecnico Tony Adams, che lo aveva voluto al club, con Paul Hart e così Basinas non riesce più a trovare spazio promesso, ma decide comunque di rimanere nel club. Nella stagione 2009-2010 fa il suo debutto con contro il Birmingham City nella seconda giornata di campionato inglese subentrando a Pape Bouba Diop al 43º minuto del primo tempo. Molte squadre greche mostrano interesse come la neopromossa PAS Giannina. Asteras Tripolis e l'Ergotelis. Un forte interesse per il giocatore arriva anche dagli australiani del Sydney, ma Basinas continua a lottare per trovare posto nel Portsmouth. Il 12 gennaio 2010 entra contro il Coventry City in FA Cup e dalla bandierina del calcio d'angolo effettua il cross per Mokoena che dà la vittoria al Portsmouth nei minuti di recupero. Il 26 gennaio 2010 ritorna in campo con Portsmouth dall'inizio giocando tutti i 90 minuti, non accadeva dal suo debutto, da quasi un anno. La sua pazienza viene premiata ancora e il 13 febbraio 2010 con Portsmouth raggiunge gli ottavi di finale della FA Cup ai danni del Sunderland. Il 6 marzo, Aggelos Mpasinas con il Portsmouth, raggiunge la semi-finale di FA Cup ai danni del Birmingham City. L'11 aprile allo stadio di Wembley, Aggelos Mpasinas con il Portsmouth, raggiunge la finale di FA Cup ai danni del Tottenham.

#### Arles-Avignon
Nell'agosto 2010 Basinas si trasferisce all'Arles-Avignon, società neopromossa nella Ligue 1 francese, che ne annuncia l'ingaggio insieme a quello del connazionale Aggelos Charisteas.
Adesso si trova tra la lista svincolati.

#### Argonaftis Triglia
Nell'estate 2011 firma per Argonaftis Triglia, una squadra della quarta divisione greca.

### Nazionale
Con la nazionale greca Basinas ha esordito nel 1999, contro El Salvador, partita nella quale la Grecia si è imposta per 3-1. Basinas ne è diventato il rigorista insieme a Tsiartas e ha contribuito alla qualificazione della Nazionale greca per il vittorioso Campionato europeo 2004. Dopo il ritiro di Zagorakis Basinas ne è diventato il capitano e ha contribuito alla qualificazione della nazionale ellenica all'Europeo 2008 e al Mondiale 2010. Nella partita contro Israele ha totalizzato 100 presenze in nazionale, con 7 reti.

## Statistiche

### Presenze e reti nei club
| Stagione             | Squadra              | Campionato           | Campionato | Campionato | Coppe nazionali | Coppe nazionali | Coppe nazionali | Coppe continentali | Coppe continentali | Coppe continentali | Altre coppe | Altre coppe | Altre coppe | Totale | Totale |
| Stagione             | Squadra              | Comp                 | Pres       | Reti       | Comp            | Pres            | Reti            | Comp               | Pres               | Reti               | Comp        | Pres        | Reti        | Pres   | Reti   |
| -------------------- | -------------------- | -------------------- | ---------- | ---------- | --------------- | --------------- | --------------- | ------------------ | ------------------ | ------------------ | ----------- | ----------- | ----------- | ------ | ------ |
| 1995-1996            | Panathinaikos        | SL                   | 1          | 0          | CG              | 6               | 1               | UCL+UEL            | -                  | -                  | -           | -           | -           | 1      | 0      |
| 1996-1997            | Panathinaikos        | SL                   | 1          | 0          | CG              | -               | -               | UCL                | -                  | -                  | -           | -           | -           | 1      | 0      |
| 1997-1998            | Panathinaikos        | SL                   | 26         | 1          | CG              | -               | -               | UCL                | -                  | -                  | -           | -           | -           | 26     | 1      |
| 1998-1999            | Panathinaikos        | SL                   | 21         | 0          | CG              | -               | -               | UCL                | -                  | -                  | -           | -           | -           | 21     | 0      |
| 1999-2000            | Panathinaikos        | SL                   | 29         | 4          | CG              | -               | -               | UCL                | -                  | -                  | -           | -           | -           | 29     | 4      |
| 2000-2001            | Panathinaikos        | SL                   | 25         | 3          | CG              | -               | -               | UCL                | -                  | -                  | -           | -           | -           | 25     | 3      |
| 2001-2002            | Panathinaikos        | SL                   | 22         | 4          | CG              | -               | -               | UCL                | -                  | -                  | -           | -           | -           | 22     | 4      |
| 2002-2003            | Panathinaikos        | SL                   | 24         | 5          | CG              | -               | -               | UCL                | -                  | -                  | -           | -           | -           | 24     | 5      |
| 2003-2004            | Panathinaikos        | SL                   | 26         | 7          | CG              | -               | -               | UCL                | -                  | -                  | -           | -           | -           | 26     | 7      |
| 2004-2005            | Panathinaikos        | SL                   | 24         | 3          | CG              | -               | -               | UCL                | -                  | -                  | -           | -           | -           | 24     | 3      |
| Totale Panathinaikos | Totale Panathinaikos | Totale Panathinaikos | 199        | 27         |                 | -               | -               |                    | -                  | -                  |             | -           | -           | -      | -      |
| 2005-2006            | Mallorca             | PD                   | 14         | 0          | CR              | -               | -               | -                  | -                  | -                  | -           | -           | -           | 14     | 0      |
| 2006-2007            | Mallorca             | PD                   | 29         | 0          | CR              | -               | -               | -                  | -                  | -                  | -           | -           | -           | 29     | 0      |
| 2007-2008            | Mallorca             | PD                   | 32         | 1          | CR              | -               | -               | -                  | -                  | -                  | -           | -           | -           | 32     | 1      |
| Totale Maiorca       | Totale Maiorca       | Totale Maiorca       | 75         | 1          |                 | -               | -               |                    | -                  | -                  |             | -           | -           | -      | -      |
| 2008-2009            | AEK Atene            | SL                   | 14         | 0          | CG              | -               | -               | UCL+CU             | -                  | -                  | -           | -           | -           | 14     | 0      |
| 2008-2009            | Portsmouth           | PL                   | 3          | 0          | FACup+CdL       | -               | -               | -                  | -                  | -                  | -           | -           | -           | 3      | 0      |
| 2009-2010            | Portsmouth           | PL                   | 12         | 0          | FACup+CdL       | -               | -               | -                  | -                  | -                  | -           | -           | -           | 12     | 0      |
| Totale Portsmouth    | Totale Portsmouth    | Totale Portsmouth    | 15         | 0          |                 | -               | -               |                    | -                  | -                  |             | -           | -           | -      | -      |
| 2010-2011            | Arles Avignon        | L1                   | 4          | 0          | CF+CdL          | -               | -               | UCL                | -                  | -                  | SF          | -           | -           | 4      | 0      |

### Cronologia presenze e reti in nazionale
| Cronologia completa delle presenze e delle reti in nazionale ― Grecia | Cronologia completa delle presenze e delle reti in nazionale ― Grecia | Cronologia completa delle presenze e delle reti in nazionale ― Grecia | Cronologia completa delle presenze e delle reti in nazionale ― Grecia | Cronologia completa delle presenze e delle reti in nazionale ― Grecia | Cronologia completa delle presenze e delle reti in nazionale ― Grecia | Cronologia completa delle presenze e delle reti in nazionale ― Grecia | Cronologia completa delle presenze e delle reti in nazionale ― Grecia |
| Data                                                                  | Città                                                                 | In casa                                                               | Risultato                                                             | Ospiti                                                                | Competizione                                                          | Reti                                                                  | Note                                                                  |
| --------------------------------------------------------------------- | --------------------------------------------------------------------- | --------------------------------------------------------------------- | --------------------------------------------------------------------- | --------------------------------------------------------------------- | --------------------------------------------------------------------- | --------------------------------------------------------------------- | --------------------------------------------------------------------- |
| 18-8-1999                                                             | Kavala                                                                | Grecia                                                                | 3 – 1                                                                 | El Salvador                                                           | Amichevole                                                            | -                                                                     | 46’                                                                   |
| 20-8-1999                                                             | Kavala                                                                | Grecia                                                                | 3 – 0                                                                 | El Salvador                                                           | Amichevole                                                            | 1                                                                     | 30’                                                                   |
| 13-11-1999                                                            | Kilkis                                                                | Grecia                                                                | 2 – 0                                                                 | Nigeria                                                               | Amichevole                                                            | -                                                                     |                                                                       |
| 17-11-1999                                                            | Kozani                                                                | Grecia                                                                | 1 – 0                                                                 | Bulgaria                                                              | Amichevole                                                            | -                                                                     | 83’                                                                   |
| 16-12-1999                                                            | Larissa                                                               | Grecia                                                                | 2 – 0                                                                 | Moldavia                                                              | Amichevole                                                            | -                                                                     | 46’                                                                   |
| 18-12-1999                                                            | Trikala                                                               | Grecia                                                                | 2 – 2                                                                 | Estonia                                                               | Amichevole                                                            | -                                                                     | 75’                                                                   |
| 23-2-2000                                                             | Calamata                                                              | Grecia                                                                | 4 – 1                                                                 | Austria                                                               | Amichevole                                                            | -                                                                     |                                                                       |
| 29-3-2000                                                             | Amarousio                                                             | Grecia                                                                | 2 – 0                                                                 | Romania                                                               | Amichevole                                                            | -                                                                     | 65’                                                                   |
| 26-4-2000                                                             | Dublino                                                               | Irlanda                                                               | 0 – 1                                                                 | Grecia                                                                | Amichevole                                                            | -                                                                     | 73’                                                                   |
| 3-6-2000                                                              | Bucarest                                                              | Romania                                                               | 2 – 1                                                                 | Grecia                                                                | Amichevole                                                            | -                                                                     | 64’                                                                   |
| 16-8-2000                                                             | San Gallo                                                             | Svizzera                                                              | 2 – 2                                                                 | Grecia                                                                | Amichevole                                                            | -                                                                     | 59’                                                                   |
| 7-10-2000                                                             | Atene                                                                 | Grecia                                                                | 1 – 0                                                                 | Finlandia                                                             | Qual. Mondiali 2002                                                   | -                                                                     |                                                                       |
| 11-10-2000                                                            | Tirana                                                                | Albania                                                               | 2 – 0                                                                 | Grecia                                                                | Qual. Mondiali 2002                                                   | -                                                                     | 18’                                                                   |
| 15-11-2000                                                            | Rodi                                                                  | Grecia                                                                | 0 – 2                                                                 | Slovacchia                                                            | Amichevole                                                            | -                                                                     | 46’                                                                   |
| 13-12-2000                                                            | Xanthi                                                                | Grecia                                                                | 1 – 1                                                                 | Jugoslavia                                                            | Amichevole                                                            | -                                                                     |                                                                       |
| 28-2-2001                                                             | Candia                                                                | Grecia                                                                | 3 – 3                                                                 | Russia                                                                | Amichevole                                                            | 1                                                                     |                                                                       |
| 28-3-2001                                                             | Atene                                                                 | Grecia                                                                | 2 – 4                                                                 | Germania                                                              | Qual. Mondiali 2002                                                   | -                                                                     |                                                                       |
| 25-4-2001                                                             | Varaždin                                                              | Croazia                                                               | 2 – 2                                                                 | Grecia                                                                | Amichevole                                                            | -                                                                     | 46’                                                                   |
| 2-6-2001                                                              | Candia                                                                | Grecia                                                                | 1 – 0                                                                 | Albania                                                               | Qual. Mondiali 2002                                                   | -                                                                     | 85’                                                                   |
| 6-6-2001                                                              | Atene                                                                 | Grecia                                                                | 0 – 2                                                                 | Inghilterra                                                           | Qual. Mondiali 2002                                                   | -                                                                     |                                                                       |
| 5-9-2001                                                              | Helsinki                                                              | Finlandia                                                             | 5 – 1                                                                 | Grecia                                                                | Qual. Mondiali 2002                                                   | -                                                                     | 46’                                                                   |
| 6-10-2001                                                             | Manchester                                                            | Inghilterra                                                           | 2 – 2                                                                 | Grecia                                                                | Qual. Mondiali 2002                                                   | -                                                                     | 56’                                                                   |
| 27-3-2002                                                             | Patrasso                                                              | Grecia                                                                | 3 – 2                                                                 | Belgio                                                                | Amichevole                                                            | -                                                                     | 62’                                                                   |
| 17-4-2002                                                             | Giannina                                                              | Grecia                                                                | 0 – 0                                                                 | Rep. Ceca                                                             | Amichevole                                                            | -                                                                     |                                                                       |
| 12-5-2002                                                             | Alessandropoli                                                        | Grecia                                                                | 3 – 2                                                                 | Romania                                                               | Amichevole                                                            | -                                                                     | 46’                                                                   |
| 15-5-2002                                                             | Rodi                                                                  | Grecia                                                                | 3 – 1                                                                 | Cipro                                                                 | Amichevole                                                            | -                                                                     | 46’                                                                   |
| 21-8-2002                                                             | Costanza                                                              | Romania                                                               | 0 – 1                                                                 | Grecia                                                                | Amichevole                                                            | -                                                                     | 46’                                                                   |
| 7-9-2002                                                              | Atene                                                                 | Grecia                                                                | 0 – 2                                                                 | Spagna                                                                | Qual. Euro 2004                                                       | -                                                                     | 46’                                                                   |
| 12-10-2002                                                            | Kiev                                                                  | Ucraina                                                               | 2 – 0                                                                 | Grecia                                                                | Qual. Euro 2004                                                       | -                                                                     | 69’                                                                   |
| 16-10-2002                                                            | Atene                                                                 | Grecia                                                                | 2 – 0                                                                 | Armenia                                                               | Qual. Euro 2004                                                       | -                                                                     | 73’                                                                   |
| 20-11-2002                                                            | Atene                                                                 | Grecia                                                                | 0 – 0                                                                 | Irlanda                                                               | Amichevole                                                            | -                                                                     | 60’                                                                   |
| 29-1-2003                                                             | Larnaca                                                               | Cipro                                                                 | 1 – 2                                                                 | Grecia                                                                | Amichevole                                                            | -                                                                     | 66’                                                                   |
| 12-2-2003                                                             | Heraklion                                                             | Grecia                                                                | 1 – 0                                                                 | Norvegia                                                              | Amichevole                                                            | -                                                                     |                                                                       |
| 30-4-2003                                                             | Žilina                                                                | Slovacchia                                                            | 2 – 2                                                                 | Grecia                                                                | Amichevole                                                            | -                                                                     | 46’                                                                   |
| 20-8-2003                                                             | Norrköping                                                            | Svezia                                                                | 1 – 2                                                                 | Grecia                                                                | Amichevole                                                            | -                                                                     | 46’                                                                   |
| 6-9-2003                                                              | Erevan                                                                | Armenia                                                               | 0 – 1                                                                 | Grecia                                                                | Qual. Euro 2004                                                       | -                                                                     |                                                                       |
| 11-10-2003                                                            | Atene                                                                 | Grecia                                                                | 1 – 0                                                                 | Irlanda del Nord                                                      | Qual. Euro 2004                                                       | -                                                                     | 90’                                                                   |
| 15-11-2003                                                            | Aveiro                                                                | Portogallo                                                            | 1 – 1                                                                 | Grecia                                                                | Amichevole                                                            | -                                                                     | 46’                                                                   |
| 18-2-2004                                                             | Atene                                                                 | Grecia                                                                | 2 – 0                                                                 | Bulgaria                                                              | Amichevole                                                            | -                                                                     | 81’                                                                   |
| 31-3-2004                                                             | Heraklion                                                             | Grecia                                                                | 1 – 0                                                                 | Svizzera                                                              | Amichevole                                                            | -                                                                     | 67’                                                                   |
| 28-4-2004                                                             | Eindhoven                                                             | Paesi Bassi                                                           | 4 – 0                                                                 | Grecia                                                                | Amichevole                                                            | -                                                                     | 46’                                                                   |
| 29-5-2004                                                             | Stettino                                                              | Polonia                                                               | 1 – 0                                                                 | Grecia                                                                | Amichevole                                                            | -                                                                     | 46’ 87’                                                               |
| 3-6-2004                                                              | Vaduz                                                                 | Liechtenstein                                                         | 0 – 2                                                                 | Grecia                                                                | Amichevole                                                            | -                                                                     | 54’                                                                   |
| 12-6-2004                                                             | Porto                                                                 | Portogallo                                                            | 1 – 2                                                                 | Grecia                                                                | Euro 2004 - 1º turno                                                  | 1                                                                     |                                                                       |
| 20-6-2004                                                             | Faro                                                                  | Grecia                                                                | 1 – 2                                                                 | Russia                                                                | Euro 2004 - 1º turno                                                  | -                                                                     | 42’                                                                   |
| 25-6-2004                                                             | Lisbona                                                               | Francia                                                               | 0 – 1                                                                 | Grecia                                                                | Euro 2004 - Quarti di finale                                          | -                                                                     | 84’                                                                   |
| 1-7-2004                                                              | Porto                                                                 | Rep. Ceca                                                             | 0 – 1 dts                                                             | Grecia                                                                | Euro 2004 - Semifinale                                                | -                                                                     | 72’                                                                   |
| 4-7-2004                                                              | Lisbona                                                               | Grecia                                                                | 1 – 0                                                                 | Portogallo                                                            | Euro 2004 - Finale                                                    | -                                                                     | 45+2’                                                                 |
| 18-8-2004                                                             | Praga                                                                 | Rep. Ceca                                                             | 0 – 0                                                                 | Grecia                                                                | Amichevole                                                            | -                                                                     | 36’                                                                   |
| 4-9-2004                                                              | Tirana                                                                | Albania                                                               | 2 – 1                                                                 | Grecia                                                                | Qual. Mondiali 2006                                                   | -                                                                     |                                                                       |
| 8-9-2004                                                              | Il Pireo                                                              | Grecia                                                                | 0 – 0                                                                 | Turchia                                                               | Qual. Mondiali 2006                                                   | -                                                                     |                                                                       |
| 9-10-2004                                                             | Kiev                                                                  | Ucraina                                                               | 1 – 1                                                                 | Grecia                                                                | Qual. Mondiali 2006                                                   | -                                                                     | 80’                                                                   |
| 17-11-2004                                                            | Calcide                                                               | Grecia                                                                | 3 – 1                                                                 | Kazakistan                                                            | Qual. Mondiali 2006                                                   | -                                                                     |                                                                       |
| 9-2-2005                                                              | Salonicco                                                             | Grecia                                                                | 2 – 1                                                                 | Danimarca                                                             | Qual. Mondiali 2006                                                   | 1                                                                     |                                                                       |
| 26-3-2005                                                             | Tbilisi                                                               | Georgia                                                               | 1 – 3                                                                 | Grecia                                                                | Qual. Mondiali 2006                                                   | -                                                                     |                                                                       |
| 30-3-2005                                                             | Il Pireo                                                              | Grecia                                                                | 2 – 0                                                                 | Albania                                                               | Qual. Mondiali 2006                                                   | -                                                                     |                                                                       |
| 4-6-2005                                                              | Istanbul                                                              | Turchia                                                               | 0 – 0                                                                 | Grecia                                                                | Qual. Mondiali 2006                                                   | -                                                                     |                                                                       |
| 8-6-2005                                                              | Il Pireo                                                              | Grecia                                                                | 0 – 1                                                                 | Ucraina                                                               | Qual. Mondiali 2006                                                   | -                                                                     |                                                                       |
| 16-6-2005                                                             | Lipsia                                                                | Brasile                                                               | 3 – 0                                                                 | Grecia                                                                | Conf. Cup 2005 - 1º turno                                             | -                                                                     |                                                                       |
| 19-6-2005                                                             | Francoforte sul Meno                                                  | Giappone                                                              | 1 – 0                                                                 | Grecia                                                                | Conf. Cup 2005 - 1º turno                                             | -                                                                     |                                                                       |
| 22-6-2005                                                             | Francoforte sul Meno                                                  | Grecia                                                                | 0 – 0                                                                 | Messico                                                               | Conf. Cup 2005 - 1º turno                                             | -                                                                     |                                                                       |
| 17-8-2005                                                             | Bruxelles                                                             | Belgio                                                                | 2 – 0                                                                 | Grecia                                                                | Amichevole                                                            | -                                                                     | 46’                                                                   |
| 7-9-2005                                                              | Almaty                                                                | Kazakistan                                                            | 1 – 2                                                                 | Grecia                                                                | Qual. Mondiali 2006                                                   | -                                                                     |                                                                       |
| 8-10-2005                                                             | Copenaghen                                                            | Danimarca                                                             | 1 – 0                                                                 | Grecia                                                                | Qual. Mondiali 2006                                                   | -                                                                     | 72’                                                                   |
| 12-10-2005                                                            | Patrasso                                                              | Grecia                                                                | 1 – 0                                                                 | Georgia                                                               | Qual. Mondiali 2006                                                   | -                                                                     | 29’                                                                   |
| 16-11-2005                                                            | Il Pireo                                                              | Grecia                                                                | 2 – 1                                                                 | Ungheria                                                              | Amichevole                                                            | -                                                                     | 84’                                                                   |
| 28-2-2006                                                             | Limassol                                                              | Bielorussia                                                           | 0 – 1                                                                 | Grecia                                                                | Amichevole                                                            | -                                                                     | 46’                                                                   |
| 1-3-2006                                                              | Strovolos                                                             | Kazakistan                                                            | 0 – 2                                                                 | Grecia                                                                | Amichevole                                                            | -                                                                     | 80’                                                                   |
| 25-5-2006                                                             | Melbourne                                                             | Australia                                                             | 1 – 0                                                                 | Grecia                                                                | Amichevole                                                            | -                                                                     | 46’                                                                   |
| 16-8-2006                                                             | Liverpool                                                             | Inghilterra                                                           | 4 – 0                                                                 | Grecia                                                                | Amichevole                                                            | -                                                                     | 46’                                                                   |
| 2-9-2006                                                              | Chișinău                                                              | Moldavia                                                              | 0 – 1                                                                 | Grecia                                                                | Qual. Euro 2008                                                       | -                                                                     | 63’                                                                   |
| 7-10-2006                                                             | Il Pireo                                                              | Grecia                                                                | 1 – 0                                                                 | Norvegia                                                              | Qual. Euro 2008                                                       | -                                                                     |                                                                       |
| 11-10-2006                                                            | Zenica                                                                | Bosnia ed Erzegovina                                                  | 0 – 4                                                                 | Grecia                                                                | Qual. Euro 2008                                                       | -                                                                     |                                                                       |
| 15-11-2006                                                            | Saint-Denis                                                           | Francia                                                               | 1 – 0                                                                 | Grecia                                                                | Amichevole                                                            | -                                                                     | 86’                                                                   |
| 6-2-2007                                                              | Londra                                                                | Grecia                                                                | 0 – 1                                                                 | Corea del Sud                                                         | Amichevole                                                            | -                                                                     |                                                                       |
| 24-3-2007                                                             | Il Pireo                                                              | Grecia                                                                | 1 – 4                                                                 | Turchia                                                               | Qual. Euro 2008                                                       | -                                                                     |                                                                       |
| 28-3-2007                                                             | Ta' Qali                                                              | Malta                                                                 | 0 – 1                                                                 | Grecia                                                                | Qual. Euro 2008                                                       | 1                                                                     | cap.                                                                  |
| 2-6-2007                                                              | Candia                                                                | Grecia                                                                | 2 – 0                                                                 | Ungheria                                                              | Qual. Euro 2008                                                       | -                                                                     | cap. 33’                                                              |
| 22-8-2007                                                             | Salonicco                                                             | Grecia                                                                | 2 – 3                                                                 | Spagna                                                                | Amichevole                                                            | -                                                                     | 78’                                                                   |
| 12-9-2007                                                             | Oslo                                                                  | Norvegia                                                              | 2 – 2                                                                 | Grecia                                                                | Qual. Euro 2008                                                       | -                                                                     | cap. 76’                                                              |
| 13-10-2007                                                            | Atene                                                                 | Grecia                                                                | 3 – 2                                                                 | Bosnia ed Erzegovina                                                  | Qual. Euro 2008                                                       | -                                                                     | cap.                                                                  |
| 17-10-2007                                                            | Istanbul                                                              | Turchia                                                               | 0 – 1                                                                 | Grecia                                                                | Qual. Euro 2008                                                       | -                                                                     | cap.                                                                  |
| 17-11-2007                                                            | Atene                                                                 | Grecia                                                                | 5 – 0                                                                 | Malta                                                                 | Qual. Euro 2008                                                       | 1                                                                     | cap.                                                                  |
| 21-11-2007                                                            | Budapest                                                              | Ungheria                                                              | 1 – 2                                                                 | Grecia                                                                | Qual. Euro 2008                                                       | 1                                                                     | cap.                                                                  |
| 6-2-2008                                                              | Nicosia                                                               | Finlandia                                                             | 1 – 2                                                                 | Grecia                                                                | Amichevole                                                            | -                                                                     | cap.                                                                  |
| 26-3-2008                                                             | Düsseldorf                                                            | Grecia                                                                | 2 – 1                                                                 | Portogallo                                                            | Amichevole                                                            | -                                                                     | cap. 55’                                                              |
| 24-5-2008                                                             | Budapest                                                              | Ungheria                                                              | 3 – 2                                                                 | Grecia                                                                | Amichevole                                                            | -                                                                     | cap. 78’                                                              |
| 1-6-2008                                                              | Offenbach am Main                                                     | Grecia                                                                | 0 – 0                                                                 | Armenia                                                               | Amichevole                                                            | -                                                                     | cap.                                                                  |
| 10-6-2008                                                             | Salisburgo                                                            | Svezia                                                                | 2 – 0                                                                 | Grecia                                                                | Euro 2008 - 1º turno                                                  | -                                                                     | cap.                                                                  |
| 14-6-2008                                                             | Salisburgo                                                            | Grecia                                                                | 0 – 1                                                                 | Russia                                                                | Euro 2008 - 1º turno                                                  | -                                                                     | cap.                                                                  |
| 18-6-2008                                                             | Salisburgo                                                            | Spagna                                                                | 2 – 1                                                                 | Grecia                                                                | Euro 2008 - 1º turno                                                  | -                                                                     | 72’                                                                   |
| 20-8-2008                                                             | Bratislava                                                            | Slovacchia                                                            | 0 – 2                                                                 | Grecia                                                                | Amichevole                                                            | -                                                                     | cap. 80’                                                              |
| 6-9-2008                                                              | Lussemburgo                                                           | Lussemburgo                                                           | 0 – 3                                                                 | Grecia                                                                | Qual. Mondiali 2010                                                   | -                                                                     | cap. 46’                                                              |
| 10-9-2008                                                             | Riga                                                                  | Lettonia                                                              | 0 – 2                                                                 | Grecia                                                                | Qual. Mondiali 2010                                                   | -                                                                     | 61’                                                                   |
| 11-10-2008                                                            | Il Pireo                                                              | Grecia                                                                | 3 – 0                                                                 | Moldavia                                                              | Qual. Mondiali 2010                                                   | -                                                                     | cap.                                                                  |
| 15-10-2008                                                            | Il Pireo                                                              | Grecia                                                                | 1 – 2                                                                 | Svizzera                                                              | Qual. Mondiali 2010                                                   | -                                                                     | cap.                                                                  |
| 19-11-2008                                                            | Il Pireo                                                              | Grecia                                                                | 1 – 1                                                                 | Italia                                                                | Amichevole                                                            | -                                                                     | cap. 88’                                                              |
| 11-2-2009                                                             | Il Pireo                                                              | Grecia                                                                | 1 – 1                                                                 | Danimarca                                                             | Amichevole                                                            | -                                                                     | cap. 46’                                                              |
| 28-3-2009                                                             | Ramat Gan                                                             | Israele                                                               | 1 – 1                                                                 | Grecia                                                                | Qual. Mondiali 2010                                                   | -                                                                     | cap. 62’                                                              |
| 1-4-2009                                                              | Candia                                                                | Grecia                                                                | 2 – 1                                                                 | Israele                                                               | Qual. Mondiali 2010                                                   | -                                                                     | 84’                                                                   |
| Totale                                                                |                                                                       | Presenze (5º posto)                                                   | 100                                                                   |                                                                       | Reti                                                                  | 7                                                                     |                                                                       |

## Palmarès

### Club

#### Competizioni nazionali
- Campionato greco: 2

Panathinaikos: 1995-1996, 2003-2004
- Coppa di Grecia: 1

Panathinaikos: 2003-2004

### Nazionale
- Campionato d'Europa: 1

Portogallo 2004